# Свјатлана Цихановскаја
Свјатлана Георгијевна Цихановскаја (блр. Святла́на Гео́ргіеўна Ціхано́ўская, рус. Светла́на Гео́ргиевна Тихано́вска; Брест, 11. септембар 1982) белоруска je активисткиња за људска права и политичарка која се кандидовала на белоруским председничким изборима 2020. године као главна кандидаткиња опозиције. Она је супруга активисте Сергеја Цихановског. Њен супруг био је кандидат за исте изборе до хапшења 29. маја 2020, након чега је Свјатлана најавила да ће се кандидовати уместо њега. 
Александар Лукашенко званично је проглашен победником избора који су били приказани као велика изборна превара. Након тога, Цихановскаја је изјавила да је добила између 60 и 70% гласова  апеловавши је на западне земље да је признају као победницу.

## Биографија
Пре него што се кандидовала за председника, Цихановскаја је била учитељица енглеског језика  и преводилац.  Провела је многа лета у округу Типерари у Ирској као део програма за децу која су погођена чернобиљском катастрофом. Удата је за Јутјубера, блогера и активисту Сергеја Цихановског, који је ухапшен у мају 2020.  Имају сина и ћерку.  

## Председседничка кампања 2020. године
Након хапшења свог супруга 29. маја, Цихановскаја је најавила намеру да се кандидује уместо њега. Регистровала се као независни кандидат 14. јула 2020.  После регистрације подржала је кампање Валерија Цепкала и Виктар Бабарике, двојице истакнутих опозиционих политичара којима је било забрањено да се региструју, при чему је један ухапшен, а други је побегао из земље. Фотографија Цихановскаје са Маријом Колесниковом, шефом Бабарикине кампање и Вероником Цепкало, супругом Валерија Цепкала, постала је симбол њене кампање. 
Ноћ пре избора полиција је привела особље из Свјатланине кампање и била је приморана да се скрива у Минску, пре него што се поново вратила у јавност на дан избора на бирачком месту.

### Узнемиравање
Пре председничке кампање, белоруски председник Александар Лукашенко тврдио је да земља није спремна за женског председника. Њена кампања долази након што је Амнести Интернашонал осудио дискриминаторски третман белоруских опозиционара, укључујући претње сексуалним насиљем  и претње власти да ће одузети децу од опозиционих личности и послати их у сиротишта којима управља држава.  Као одговор на претње, Цихановскаја је послала своју децу у иностранство да живе са баком.  Рекла је да јој је више пута прећено, препричавајући телефонски позив где јој је било речено: "Ставићемо вас иза решетака и сместити вашу децу у сиротиште."  Цихановскаја је рекла да је ипак одлучила истрајати у својој кампањи: "Мора постојати симбол слободе."  

### Платформа
Цихановскаја је рекла да се кандидује за председника из љубави, да би мужа ослободила из затвора. Она је обећала да ће ослободити све политичке затворенике у Белорусији, увести демократске реформе у земљу и одступити од  Савеза Русије и Белорусије, за који многи белоруски опозициони личности гледају као кршење суверенитета земље. Такође се обавезала да ће расписати референдум о враћању првобитног нацрта белоруског устава из 1994. године, поновно постављајући ограничење од два мандата за председника.  Она је рекла да јој је главни циљ успостављање слободних и фер избора. Она сматра да су тренутни избори нелегитимни због одбијања владе да регистрира главне политичке противнике Лукашенка као кандидате. Она се обавезала да ће доставити план транспарентних и одговорних избора у року од шест месеци након што је преузела функцију.
Економска платформа Цихановскаје наглашава повећање значаја малих и средњих предузећа у белоруској економији. Планира да понуди малим и средњим предузећима бескаматне кредите, откаже државне инспекције приватних субјеката и пружи законску заштиту страним инвеститорима. Цихановскаја намерава да омогући профитабилним државним предузећима да наставе са радом, док од непрофитабилних државних предузећа захтева помоћ спољних професионалаца. 

### Подршка
Иако се представљала као независна кандидаткиња, Цихановскаја је привукла подршку из читавог спектра политичке опозиције у Белорусији. Витали Римашески, ко-лидер Белоруске хришћанске демократије, најавио је подршку своје странке, као и Белоруска социјалдемократска странка, Уједињена грађанска странка Белорусије и Белоруска женска странка "Надзиеја" .   Подршку је добила и од председничког кандидата 2010. године, Николаја Статкевића. 
Митинзи подршке Циханoвској били су највећи у историји постсовјетске Белорусије, привлачећи 20.000 људи у Бресту и 60.000 у Минску.

## Након избора

### Изгнанство
Након избора побегла је у Литванију због страха од затвора. 11. августа, литвански министар иностраних послова Линас Линкевичиус објавио је да је Цихановскаја "безбедна" у Литванији, истовремено признајући да има "мало опција". Према њеној повереници Олги Ковалковој, Цихановскају су избацили из земље против њене воље белоруске власти. Председник Литваније Гитанас Науседа разговарао је с њом по доласку у Литванију. КГБ Белорусије је 11. августа саопштио да је покушан атетнат на Цихановскају, рекавши да је демонстрантима требала "света жртва".  Током суђења без њеног присуства (In abstentia) у Белорусији у јануару 2023, осуђена је на 15 година затвора, у случају да је белоруске власти ухвате, због припадности "екстремистичким групама".

### Координационо веће
Цихановска је 14. августа објавила видео у којем тврди да је добила између 60 и 70% гласова.   Она је апеловала на међународну заједницу да је признају као победницу.  Такође је најавила оснивање прелазног савета за руковођење преносом власти од Лукашенка. Пријаве за чланство у прелазном савету биле су отворене за све држављане Белорусије који су изборе препознали као фалсификоване и којима је друштвена група веровала као ауторитативна личност као што су лекар, учитељ, пословни лидер, аутор или спортиста.  Цихановскаја је 17. августа објавила видео запис у којем је изјавила да је спремна да води прелазну владу   и организује нове, слободне и поштене председничке изборе.  20. августа, литвански премијер Саулиус Сквернелис позвао је Цихановскају у своју канцеларију и јавно је назвао "националним лидером Белорусије".